# Parc Nacional de Chitwan
El Parc Nacional de Chitwan (Nepal: चितवन राष्ट्रिय निकुञ्ज; antigament Royal Chitwan National Park) és el primer parc nacional del Nepal. Va ser establert el 1973 i està inscrit a la llista del Patrimoni de la Humanitat de la UNESCO des del 1984. El parc cobreix una àrea de 932 km² i està situat a l'interior subtropical de les terres baixes del Terai del centre-sud del Nepal, al districte de Chitwan. Pel que fa a l'altitud varia d'aproximadament des dels 100 m a la Vall del Riu als 815 m als Siwalik.
Al nord i a l'oest de l'àrea protegida el sistema del riu Narayani-Rapti forma una frontera natural amb els assentaments humans. Contigu a l'est del Parc Nacional de Chitwan hi ha el Reserva de vida salvatge, contigu al sud es troba el Valmiki National Parki.L'àrea protegida és de 2.075 km² representa la Unitat de Conservació del Tigre (TCU) Chitwan-Parsa-Valmiki, que abasta uns 3.549 km² és un enorme bloc de praderies al·luvials i boscos caducifolis humits subtropicals.

Parc Nacional de Chitwan
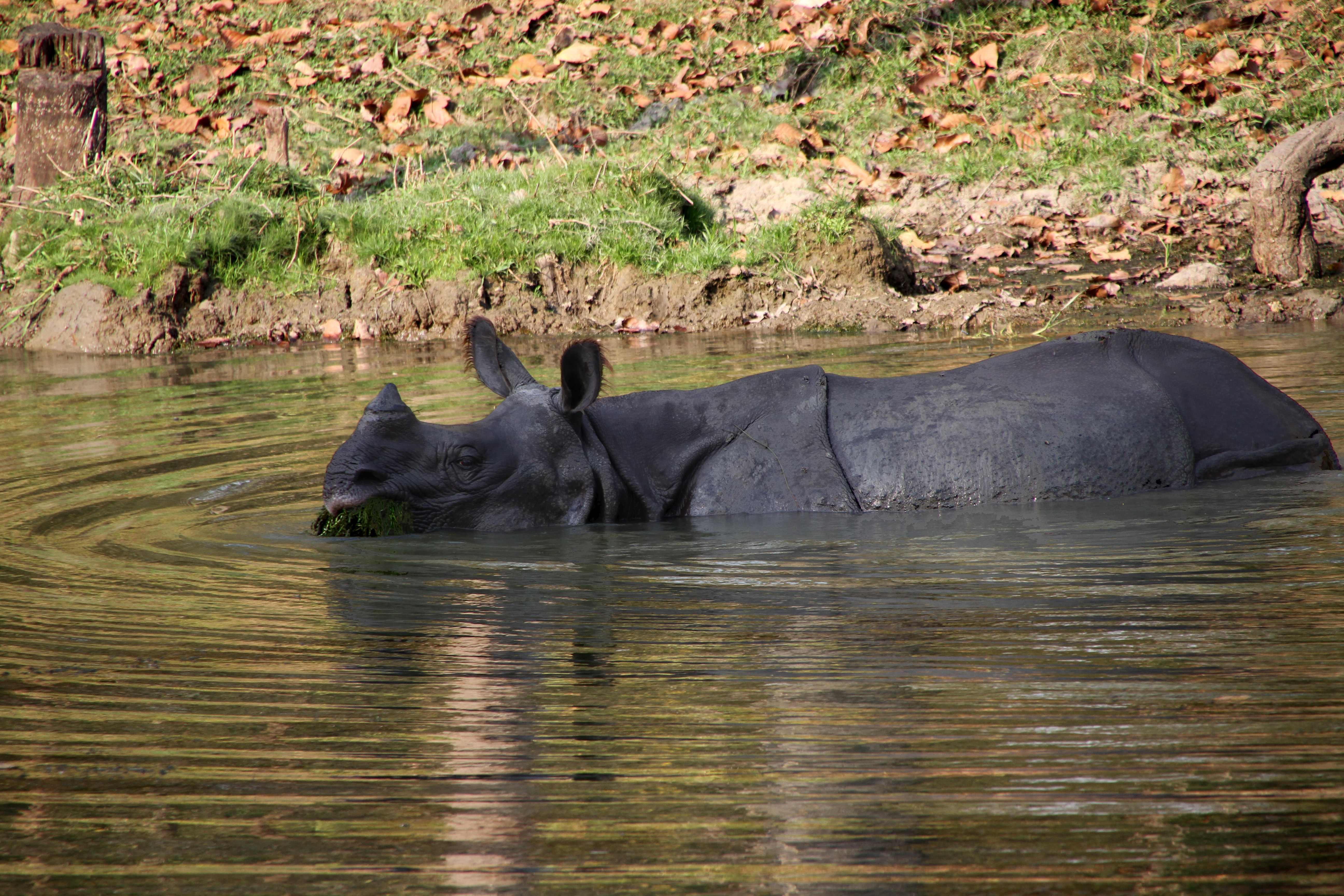
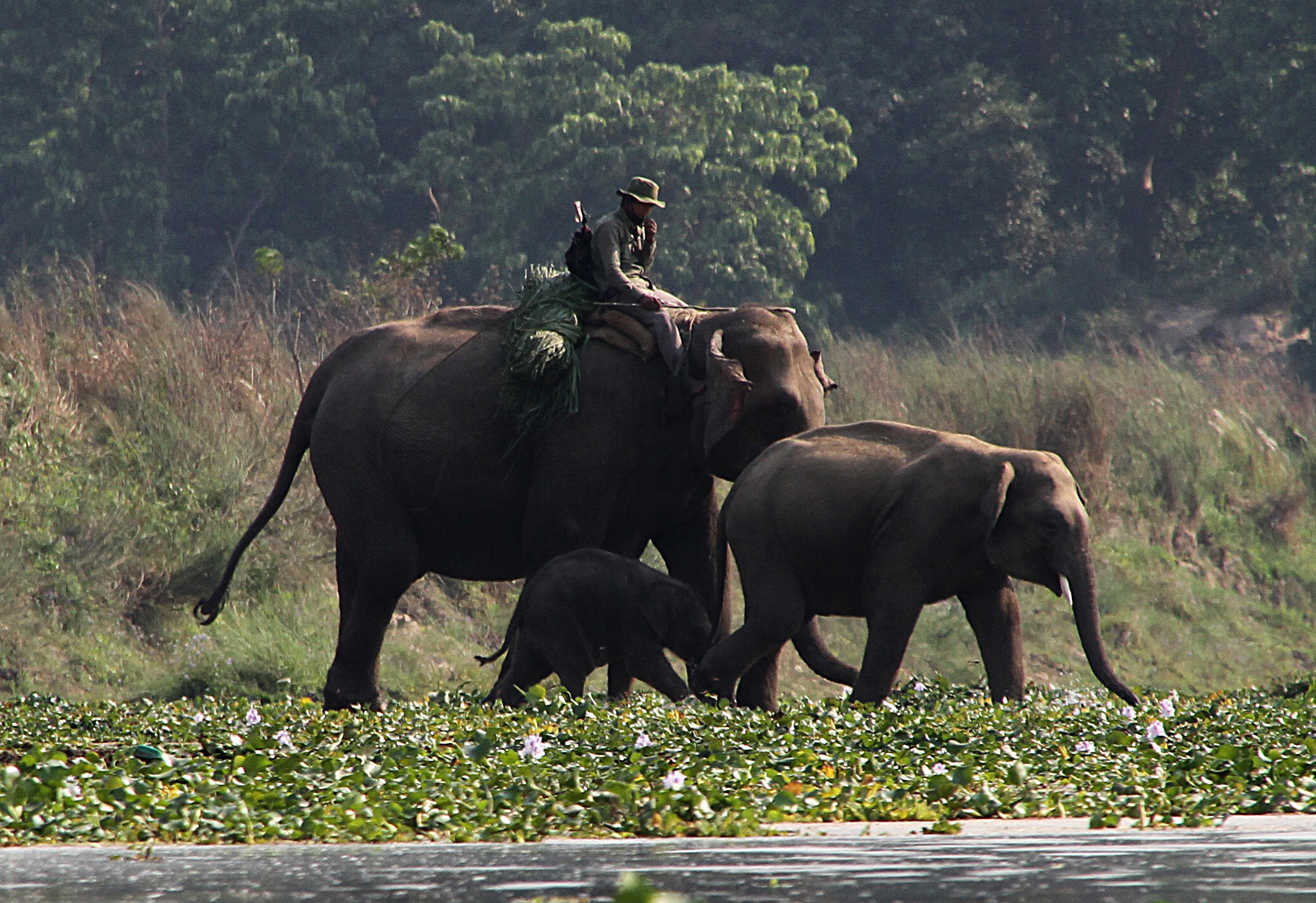
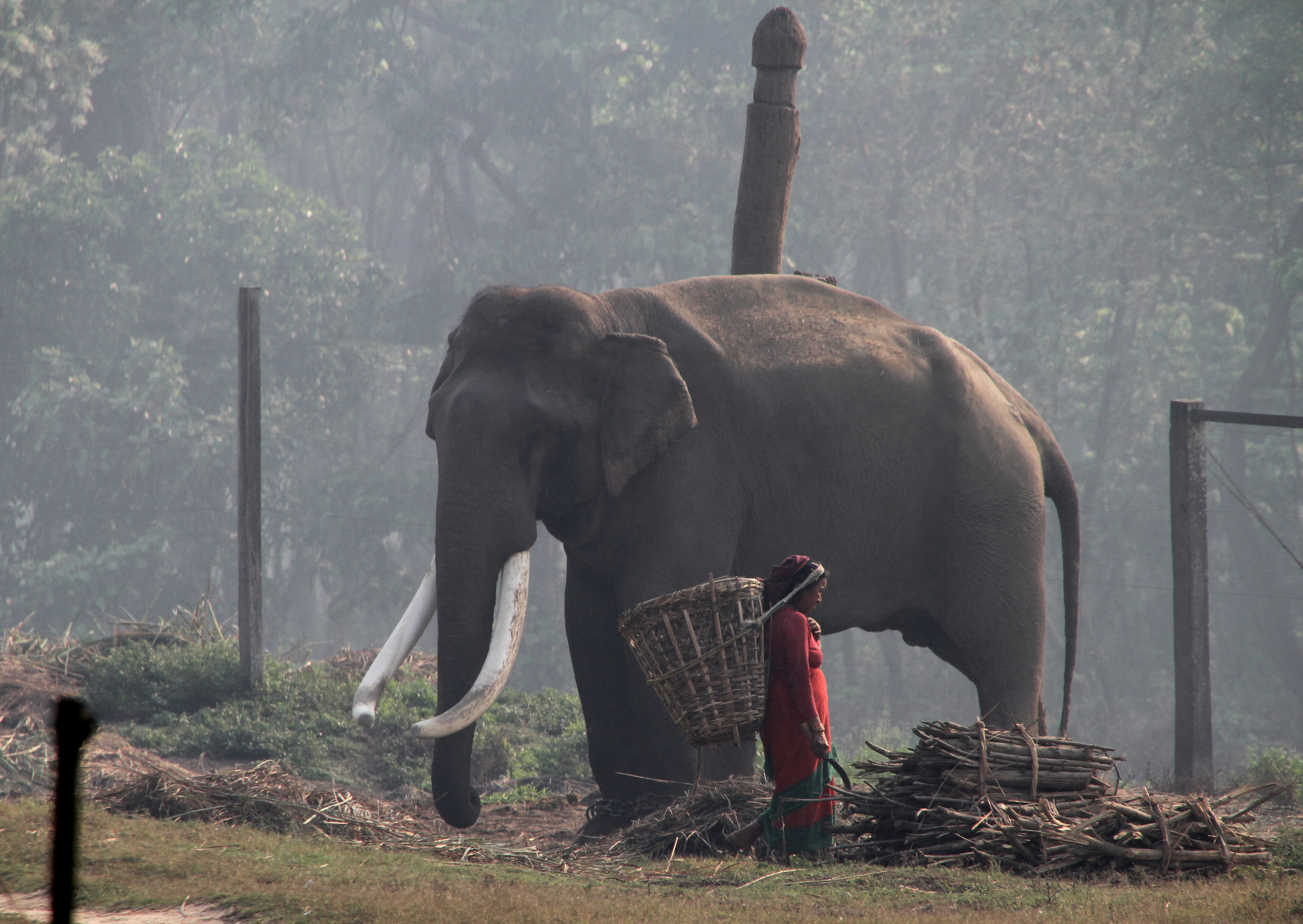
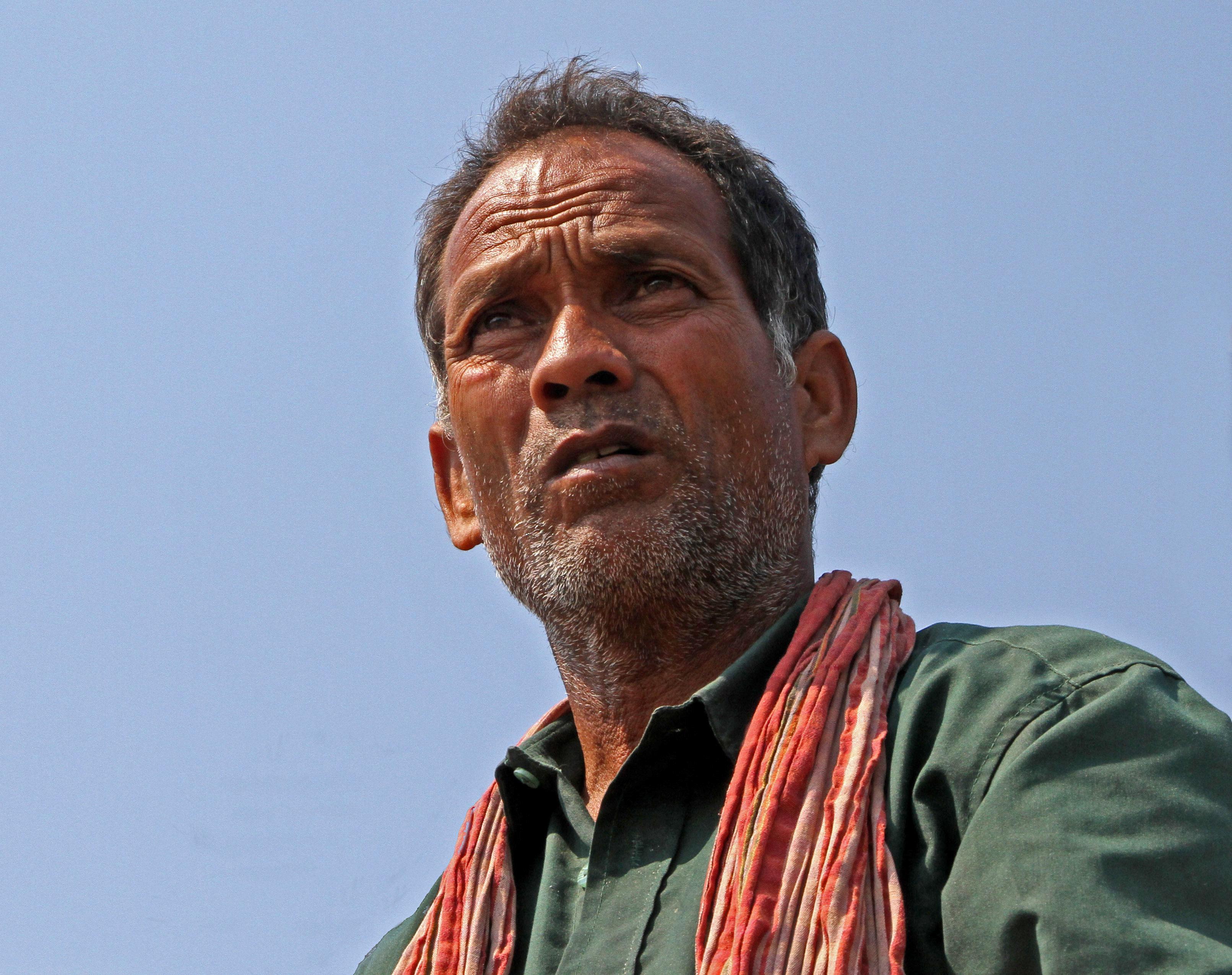
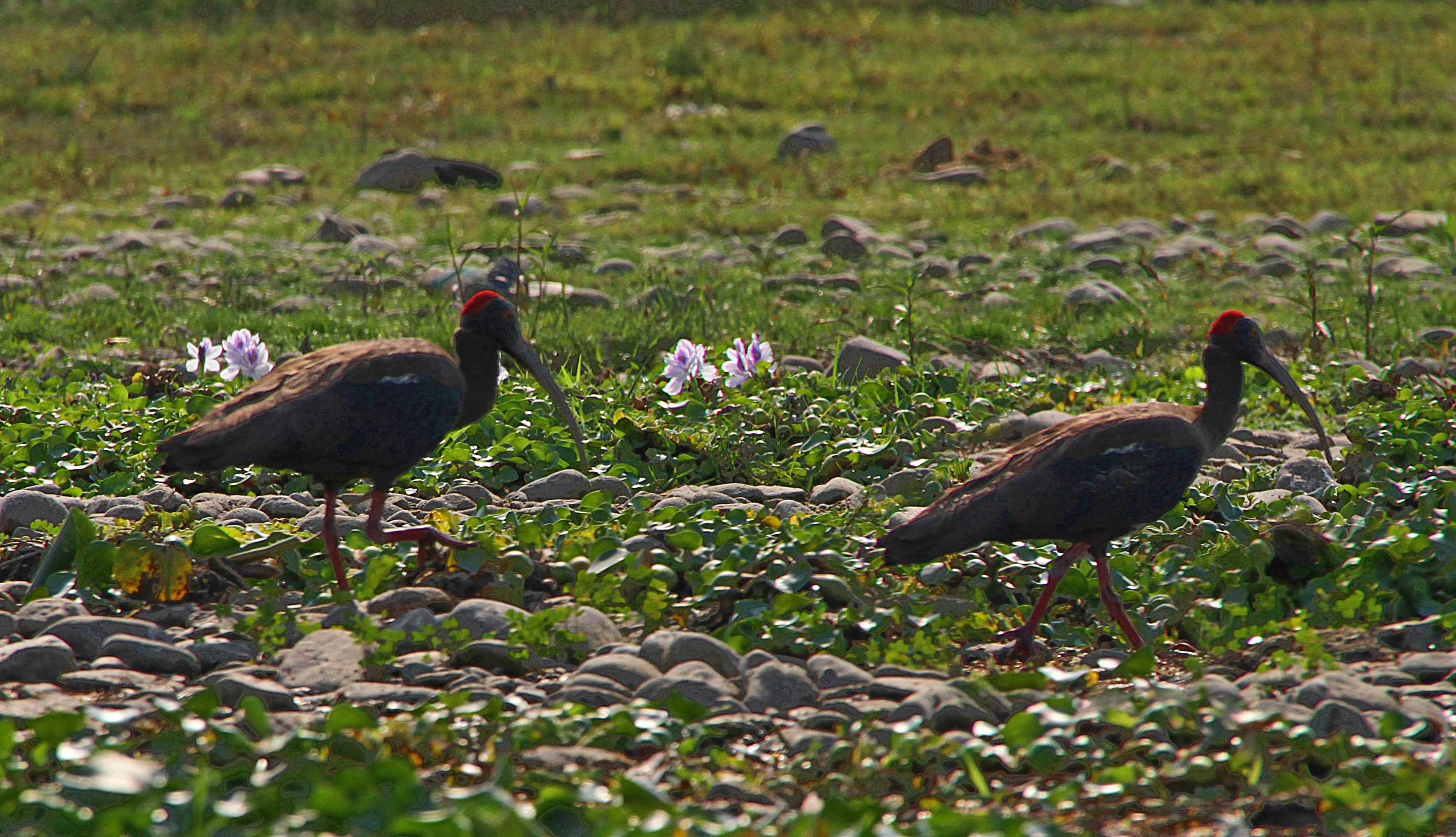
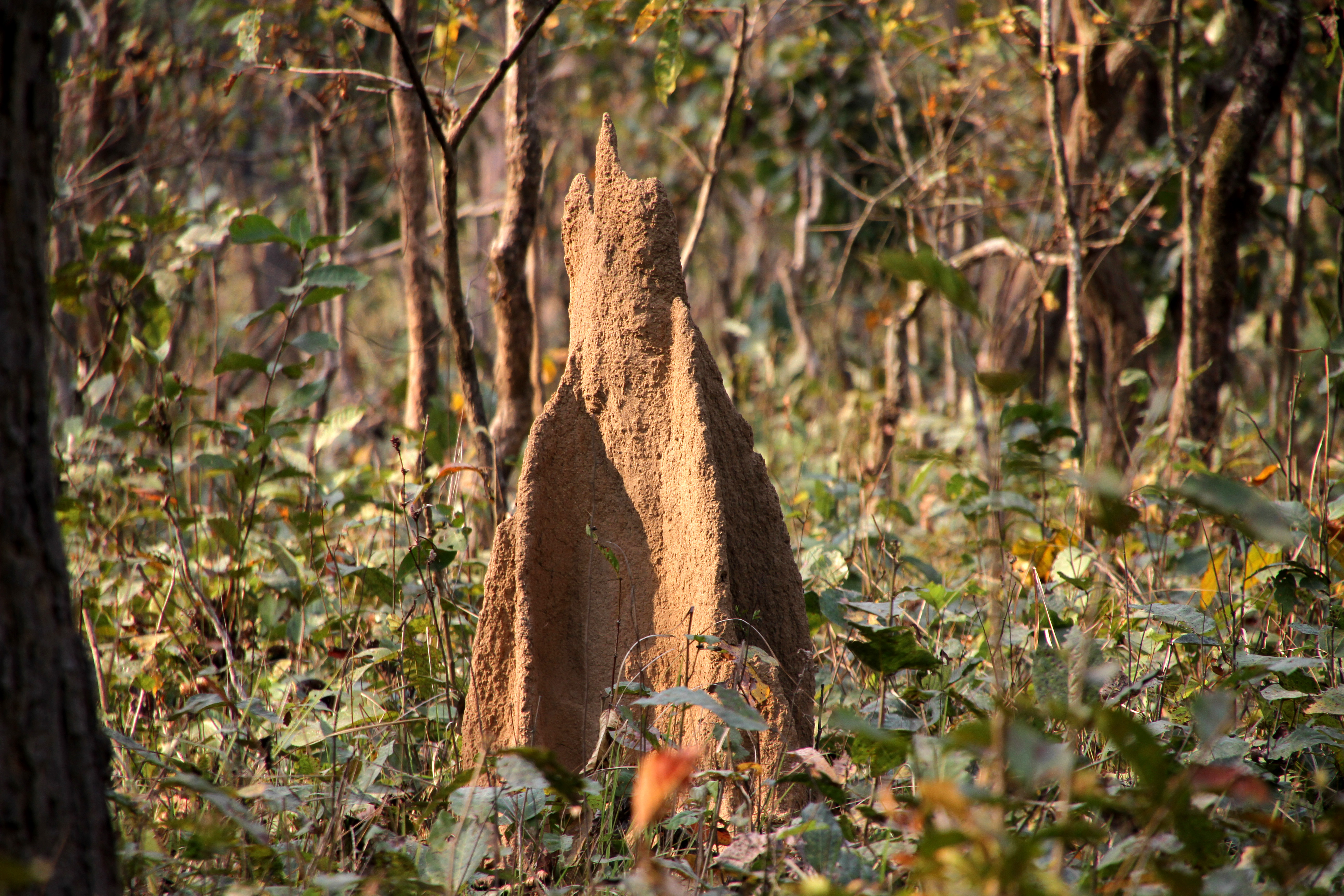
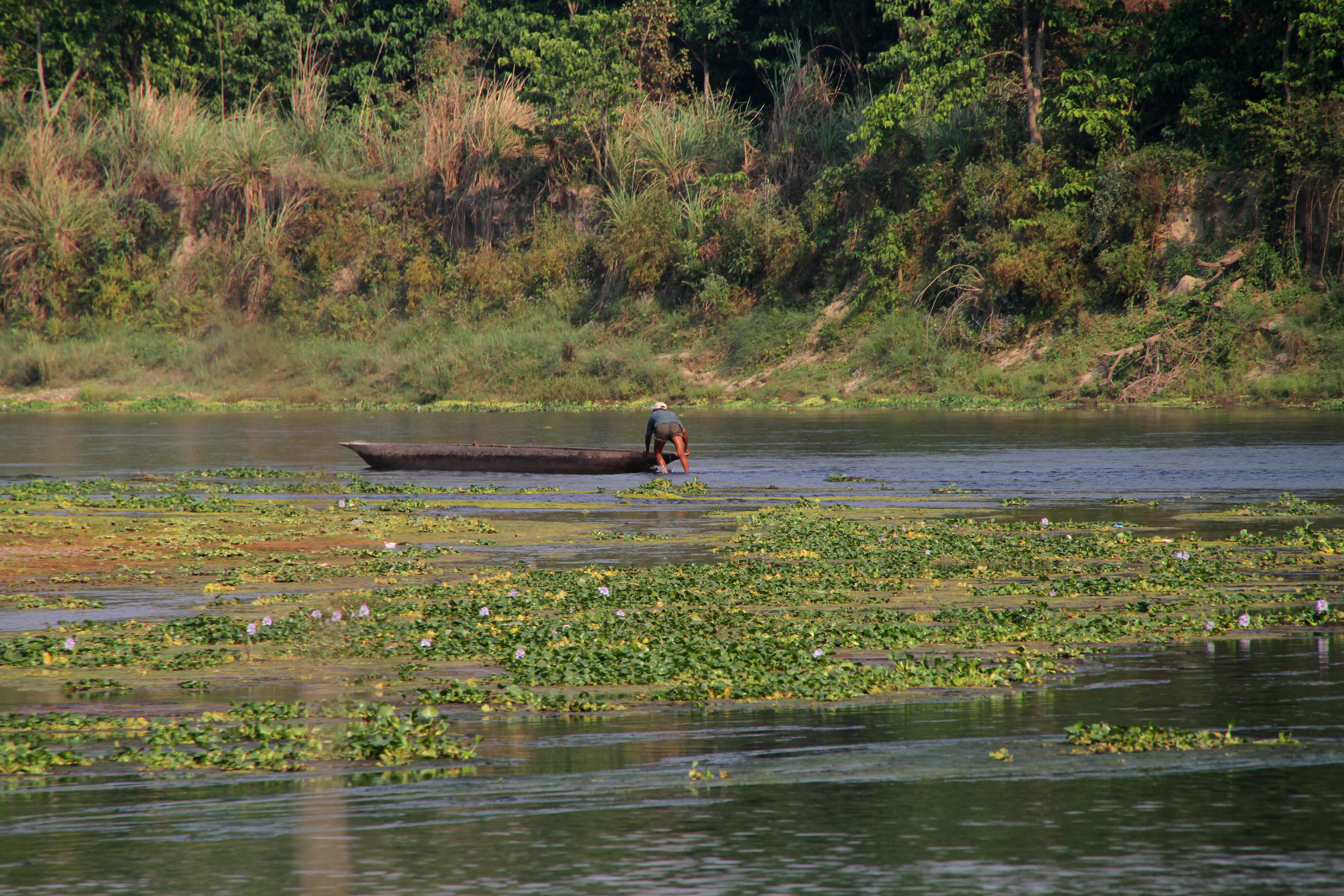
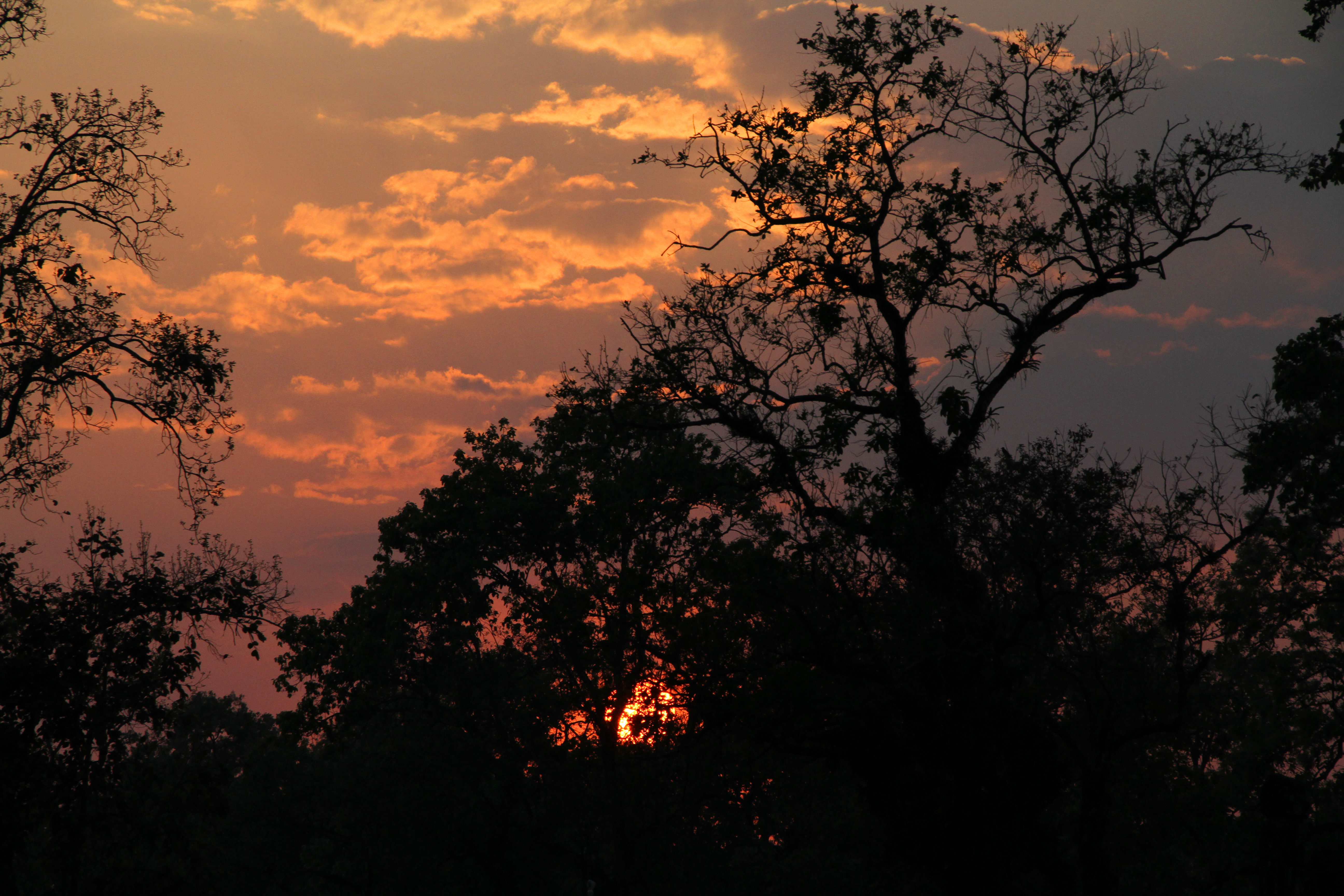